# Adiljevaz
Adiljevaz (em turco: Adilcevaz), Eljevaz (em curdo: Elcewaz), Arzica (em grego: Αρζίκη; romaniz.:  Arzíkē) ou Arsque (em armênio: Արծկէ; romaniz.: Arckē) é uma cidade e distrito da Turquia, na província de Bitlisse e na região da Anatólia Oriental. O distrito tem 1 586 km² de área e em dezembro de 2021 tinha 30 123 habitantes (densidade: 19 hab./km²), dos quais 15 193 na sua capital. É povoada desde ao menos o tempo do Reino de Urartu. Foi mencionada a primeira vez no século V e desde então passou por sucessivas transformações em decorrência da mudança no nível do lago de Vã.

## História
Na Antiguidade, o local onde mais tarde surgiu Adiljevaz foi o sítio do assentamento de Ziucane (Ziuqane) dos tempos do Reino de Urartu. Inscrições do rei Rusa II (r. 680–639 a.C.) foram encontradas in situ e especula-se que também tenha sido a Arzascu (Arzašku), a capital do rei Aramu (r. 858–844 a.C.) mencionada na inscrição cuneiforme de Salmanaser III (r. 859–824 a.C.). Grigor Khalatyants sugeriu que o nome armênio subsequente originou-se da via de Arzaque, no distrito (gavar) de Bagrauandena, na província de Airarate do Reino da Armênia. A primeira menção segura a Arzica ocorreu no século V, nos relatos de Moisés de Corene, Lázaro de Farpe e Estêvão de Taraunitis. Pensa-se que fez parte do distrito de Besnúnia ou Corcorúnia, na província da Turuberânia. Em meados do século VII, no contexto das conquista muçulmana da Armênia, foi capturada pelo Califado Ortodoxo e foi chamada Dataljaugue, de onde surgiu seu nome atual.
No tempo do Califado Abássida, estava localizada na colina íngreme perto do lago de Vã e ao redor dela. Alguns fragmentos das muralhas da cidade desse período ainda são visíveis. No início do século XI, passou ao domínio do Império Bizantino, mas foi perdida em 1054 ao Império Seljúcida. Depois foi sucessivamente controlada pelos xás da Armênia em 1100, o Império Aiúbida em 1207 e pelo Império Mongol em 1244. Uma inscrição nomeando o governante do Confederação do Cordeiro Negro Jeã Xá (r. 1438–1467) foi feita no portão oeste da cidade velha, mas é "improvável que tenha contribuído muito às muralhas" - e provavelmente foram construídas antes dos seljúcidas e depois reformadas por volta de 1231-43. Uma pequena mesquita, talvez do século XIV ou XV, é o único edifício que ainda está de pé nesta área. Havia também uma área suburbana além das muralhas, principalmente ao sul - que agora está submersa. Uma área habitada foi aparentemente deixada isolada, pois o aumento do nível das águas a transformou numa ilha em algum momento. Na ilha, havia duas fortalezas: uma nas margens do lago, que hoje está submersa, e outra no topo, que está deserta. No início do século XX, as pontas das torres e cúpulas das igrejas ainda estavam visíveis.
Durante o final da Idade Média, os níveis de água subiram novamente, e as áreas suburbanas ao sul foram abandonadas em favor das terras planas ao redor da área onde a mesquita congregacional do Período Otomano foi construída mais tarde. Provavelmente no final do século XVI, quando a mesquita otomana foi construída, a ilha do sul também havia sido submersa. A antiga área murada "não era mais viável como um centro da cidade", embora ainda houvesse algumas casas aqui. Muito provavelmente, a mesquita otomana de nove cúpulas foi construída para refletir a mudança da cidade, em vez de encorajá-la; a maioria dos subúrbios provavelmente já havia se mudado antes de sua construção. Outro monumento da mesma época é o caravançarai, agora quase todo em ruínas, na aldeia vizinha de Cocoz (oficialmente Iolchate). O caravançarai é atribuído localmente a Zal Paxá (falecido em 1580), que era sanjaco-bei de Adiljevaz na época da campanha de Solimão I contra os safávidas em 1548-9, mas não há nenhuma outra evidência arqueológica ou textual para validar isso. Entre os séculos XVII e XVIII, nessa nova posição, Adiljevaz era sede do sanjaco homônimo no eialete de Vã. Em 1603-1604, sofreu muito durante as campanhas do xá Abas I (r. 1588–1628), no contexto da guerra em curso contra o sultão Amade I (r. 1603–1612).
Nos últimos séculos, Adiljevaz mudou novamente, desta vez do antigo centro da cidade otomana para sua localização atual, um quilômetro mais a leste. Um terremoto no final dos anos 1800 causou inundações que destruíram muitas casas na margem do lago, o que provavelmente contribuiu para essa segunda mudança. Um relato em 1879 observou que a pequena mesquita mais antiga não estava mais sendo usada como local de culto; era então usada para armazenamento de cereais. Desde então, foi amplamente restaurada. Entre os séculos XIV e XV, houve um afluxo de curdos para Adiljevaz, mas o distrito continuou essencialmente armênio. Na segunda metade do século XIX, havia 140 aldeias no distrito, com uma população de 30 mil habitantes, das quais 25 mil era armênios. A população dedicava-se à agricultura, sobretudo o cultivo de trigo, jardinagem e criação de ovelhas. No centro, contudo, atingiu 2 460 pessoas, das quais 1 340 eram armênias, e o restante eram curdos, turcos e judeus. Os armênios, em específico, viviam da agricultura, pecuária, jardinagem, artesanato, comércio e extração de pedras e pedras. Havia mais de 10 instituições educacionais de classe baixa, 30 igrejas e vários mosteiros, incluindo o hoje arruinado Mosteiro dos Milagres (Սքանչելագործ, Sk’anč’elagorc) no sopé do monte Supecane, ao norte de Adiljevaz. Nesse tempo, a fortaleza de Adiljevaz também estava visível. Nos massacres hamidianos de 1895-96, muitos habitantes da cidade e do distrito foram mortos, e no genocídio armênio de 1915, a maior parte da população armênia foi morta, e os sobreviventes fugiram à Armênia Oriental.

## Geografia
O distrito de Adiljevaz engloba parte do território do antigo distrito de Corcorúnia e se estende do lago de Vã a oeste, ao longo da margem do rio, entre Quechate e Erjixe. Esse território é montanhoso, com planícies situadas nas bordas do lago. Seu clima é temperado e o solo é fértil. No passado, era coberto de pomares, nogueiras e damasqueiros.

### Subdivisões
O distrito é formado por dois municípios (belde) e 28 aldeias (köy):
Municípios
- Adiljevaz
- Aidenlar

Aldeias
- Acchera (Akçıra)
- Aquiaze (Akyazı)
- Axaesupecane (Aşağısüphan)
- Aeguergolu (Aygırgölü)
- Baquechédere (Bahçedere)
- Caracolcoi (Karakolköy)
- Caraxeique (Karaşeyh)
- Carmantepe (Harmantepe)
- Carxeiaca (Karşıyaka)
- Cavustuque (Kavuştuk)
- Comurlu (Kömürlü)
- Chanaquiaila (Çanakyayla)
- Dizdar (Dizdar)
- Ericbae (Erikbağı)
- Essenqueie (Esenkıyı)
- Golduzu (Göldüzü)
- Golustu (Gölüstü)
- Gumusduvene (Gümüşdüven)
- Ipecchaier (İpekçayır)
- Iaremada (Yarımada)
- Ieldezcoi (Yıldızköy)
- Ilchate (Yolçatı)
- Iucaressupecane (Yukarısüphan)
- Jicanguir (Cihangir)
- Molafadel (Mollafadıl)
- Orentaxe (Örentaş)
- Queibeli (Heybeli)
- Sefassaquil (Sefasahil)